# V1668 Cygni
Nova
V1668 Cygni (ou Nova Cygni 1978) était une nova qui survint en 1978 dans la constellation du Cygne. Elle atteignit une magnitude minimale (correspondant à une luminosité maximale) de 6.

## Coordonnées
- Ascension droite : 21h 42m 35,19s
- Déclinaison : +44° 01′ 57,0″